# کرم‌ها (بازی ویدئویی ۲۰۰۷)
کرم‌ها (به انگلیسی: Worms) یک بازی ویدیویی تاکتیکی نوبتی با سلاح‌های توپخانه‌ای است که توسط تیم 17 توسعه یافته و توسط Microsoft Game Studios برای کنسول Xbox 360 منتشر شده است. تیم 17 این بازی را برای پلتفرم‌های PlayStation 3 و iOS نیز منتشر کرد. این بازی عمدتاً یک پورت از بازی Worms: Open Warfare که در سال ۲۰۰۶ منتشر شده بود، می‌باشد.

## لینک های خارجی
- کرم‌ها در بانک اطلاعات اینترنتی فیلم‌ها (IMDb)